# 戦闘一覧
戦闘一覧（せんとういちらん）は、世界史上の主な戦闘の一覧である。
- 戦争の一覧については戦争一覧を参照。
- 日本国内で行われた戦闘については日本の合戦一覧を参照。
- 原則として、ウィキペディア日本語版に既に記事があるもののみを掲載する。
- 主な戦闘の基準については、ウィキプロジェクト 軍事史を参照。

## 紀元前
Category:紀元前の戦闘 を参照
- 紀元前1457年 メギドの戦い
- 紀元前1285年 カデシュの戦い
- 紀元前1046年 牧野の戦い
- 紀元前853年 カルカルの戦い
- 紀元前638年 泓水の戦い
- 紀元前632年 城濮の戦い
- 紀元前597年 邲の戦い
- 紀元前575年 鄢陵の戦い
- 紀元前490年 マラトンの戦い
- 紀元前480年 テルモピュライの戦い
- 紀元前480年 アルテミシオンの戦い
- 紀元前480年 サラミスの海戦
- 紀元前479年 ミュカレの戦い
- 紀元前479年 プラタイアの戦い
- 紀元前478年 ビュザンティオン包囲戦 (紀元前478年)
- 紀元前475年 エイオン包囲戦
- 紀元前460年 エウリュメドン川の戦い (紀元前466年)
- 紀元前457年 タナグラの戦い (紀元前457年)
- 紀元前457年 オイノフュタの戦い
- 紀元前450年 サラミスの海戦 (紀元前450年)
- 紀元前433年 シュボタの海戦
- 紀元前431年 ポティダイアの戦い
- 紀元前405年 アイゴスポタモイの海戦
- 紀元前401年 クナクサの戦い
- 紀元前394年 クニドスの海戦
- 紀元前371年 レウクトラの戦い
- 紀元前342年 馬陵の戦い
- 紀元前338年 カイロネイアの戦い
- 紀元前334年 グラニコス川の戦い
- 紀元前333年 イッソスの戦い
- 紀元前331年 ガウガメラの戦い（アルベラの戦い）
- 紀元前331年 メガロポリスの戦い
- 紀元前322年 クランノンの戦い
- 紀元前321年 ヘレスポントスの戦い
- 紀元前319年 クレトポリスの戦い
- 紀元前317年 パラエタケネの戦い
- 紀元前316年 ガビエネの戦い
- 紀元前312年 ガザの戦い (紀元前312年)
- 紀元前306年 サラミスの海戦 (紀元前306年)
- 紀元前301年 イプソスの戦い
- 紀元前281年 コルペディオンの戦い
- 紀元前260年 長平の戦い
- 紀元前256年 エクノモス岬の戦い
- 紀元前218年 ティキヌスの戦い
- 紀元前218年 トレビアの戦い
- 紀元前217年 トラシメヌス湖畔の戦い
- 紀元前216年 カンナエの戦い
- 紀元前216年 ノラの戦い (紀元前216年)
- 紀元前215年 ノラの戦い (紀元前215年)
- 紀元前214年 ノラの戦い (紀元前214年)
- 紀元前210年 ヌミストロの戦い
- 紀元前209年 カヌシウムの戦い
- 紀元前208年 ベクラの戦い
- 紀元前206年 イリパの戦い
- 紀元前207年 メタウルスの戦い
- 紀元前202年 ザマの戦い
- 紀元前202年 垓下の戦い
- 紀元前168年 ピュドナの戦い (紀元前168年)
- 紀元前148年 ピュドナの戦い (紀元前148年)
- 紀元前53年 カルラエの戦い
- 紀元前52年 アレシアの戦い
- 紀元前48年 ファルサルスの戦い
- 紀元前47年 ゼラの戦い
- 紀元前45年 ムンダの戦い
- 紀元前31年 アクティウムの海戦

## 紀元1年 - 500年
Category:1-5世紀の戦闘 を参照
- 9年 トイトブルクの戦い
- 200年 官渡の戦い
- 208年 赤壁の戦い
- 260年 エデッサの戦い
- 312年 ミルウィウス橋の戦い
- 383年 淝水の戦い
- 451年 カタラウヌムの戦い
- 500年 ベイドン山の戦い

## 501年 - 1000年
Category:6-10世紀の戦闘 を参照
- 507年 鍾離の戦い
- 624年 バドルの戦い
- 627年 ハンダクの戦い
- 642年 ニハーヴァンドの戦い
- 655年 帆柱の戦い
- 660年 白村江の戦い
- 732年 トゥール・ポワティエ間の戦い
- 751年 タラス河畔の戦い
- 770年  ブラーヴェルの戦い（英語版）
- 825年 エランダンの戦い
- 860年 コンスタンティノープル包囲戦 (860年)（英語版）
- 871年 ベイズの戦い
- 893年 バッティントンの戦い（英語版）
- 911年 シャルトル包囲戦
- 917年 コンフィーの戦い（英語版）
- 918年 コーブリッジの戦い（英語版）
- 937年 ブルナンブールの戦い（英語版）
- 955年 レヒフェルトの戦い
- 987年 カハー・クアンの戦い（英語版）
- 991年 モルドンの戦い

## 1001年 - 1500年
Category:11-15世紀の戦闘 を参照
- 1014年 クロンターフの戦い（英語版）
- 1016年 クヌート大王によるイングランド遠征（英語版）
- 1040年 ダンダーナカーンの戦い
- 1066年 フルフォードの戦い
- 1066年 スタンフォード・ブリッジの戦い
- 1066年 ヘイスティングズの戦い
- 1068年 バーリ包囲戦
- 1071年 マラズギルトの戦い（マンジケルトの戦い）
- 1187年 ハッティンの戦い
- 1191年 アッコ包囲戦
- 1191年 アルスフの戦い
- 1192年 タラーインの戦い
- 1193年 十三翼の戦い
- 1214年 ブーヴィーヌの戦い
- 1221年 バルワーンの戦い
- 1221年 インダス河畔の戦い
- 1228年 大昌原の戦い
- 1232年 三峰山の戦い
- 1241年 ワールシュタットの戦い
- 1258年 バグダードの戦い
- 1260年 アイン・ジャールートの戦い
- 1261年 シムルトゥ・ノールの戦い
- 1265年 イーブシャムの戦い
- 1265年 襄陽・樊城の戦い
- 1270年 カラ・スゥ平原の戦い
- 1275年 丁家洲の戦い
- 1279年 崖山の戦い
- 1301年 テケリクの戦い
- 1315年 モルガルテンの戦い
- 1340年 スロイスの海戦
- 1342年 モルレーの戦い
- 1342年 ヴァンヌの戦い
- 1346年 クレシーの戦い
- 1347年 ラ・ロッシュ＝デリアンの戦い
- 1350年 ウィンチェルシーの海戦
- 1356年 ポワティエの戦い
- 1364年 オーレーの戦い
- 1367年 ナヘラの戦い
- 1380年 クリコヴォの戦い
- 1386年 ゼンパハの戦い
- 1388年 ブイル・ノールの戦い
- 1389年 コソボの戦い
- 1396年 ニコポリスの戦い
- 1402年 アンカラの戦い
- 1403年 シュルーズベリーの戦い
- 1410年 タンネンベルクの戦い
- 1414年 ウラーン・ホシューンの戦い
- 1415年 アジャンクールの戦い
- 1415年 アルフルール包囲戦（フランス語版、英語版）
- 1429年 ボージャンシーの戦い
- 1430年 コンピエーニュ包囲戦
- 1444年 ヴァルナの戦い
- 1450年 フォルミニーの戦い
- 1453年 コンスタンティノポリスの戦い
- 1455年 第一次セント・オールバーンズの戦い
- 1456年 コシャマインの戦い
- 1459年 ブロア・ヒースの戦い
- 1459年 ラドフォード橋の戦い
- 1460年 ノーサンプトンの戦い
- 1460年 ウェイクフィールドの戦い
- 1461年 モーティマーズ・クロスの戦い
- 1461年 第二次セント・オールバーンズの戦い
- 1461年 フェリブリッジの戦い
- 1461年 タウトンの戦い
- 1464年 ヘッジレイ・ムーアの戦い
- 1464年 ヘクサムの戦い
- 1469年 エッジコート・ムーアの戦い
- 1470年 ルーズコート・フィールドの戦い
- 1471年 バーネットの戦い
- 1471年 テュークスベリーの戦い
- 1485年 ボズワースの戦い
- 1487年 ストーク・フィールドの戦い

## 1501年 - 1600年
Category:16世紀の戦闘 を参照
- 1503年 チェリニョーラの戦い
- 1514年 チャルディラーンの戦い
- 1516年 マルジュ・ダービクの戦い
- 1525年 パヴィアの戦い
- 1526年 第一次パーニーパットの戦い
- 1526年 モハーチの戦い
- 1529年 第一次ウィーン包囲
- 1529年 - 1530年 フィレンツェ包囲戦
- 1538年 プレヴェザの海戦
- 1556年 第二次パーニーパットの戦い
- 1571年 レパントの海戦
- 1578年 アルカセル・キビールの戦い
- 1588年 アルマダの海戦
- 1592年 - 1593年 晋州城攻防戦
- 1593年 碧蹄館の戦い
- 1598年 泗川の戦い

## 1601年 - 1700年
Category:17世紀の戦闘 を参照
- 1619年 サルフの戦い
- 1620年 白山の戦い
- 1626年 ルッターの戦い
- 1631年 ブライテンフェルトの戦い
- 1632年 レヒ川の戦い
- 1632年 リュッツェンの戦い
- 1634年 ネルトリンゲンの戦い
- 1636年 ヴィットストックの戦い
- 1640年 ニューバーンの戦い
- 1642年 エッジヒルの戦い
- 1642年 第二次ブライテンフェルトの戦い
- 1643年 アドウォルトン・ムーアの戦い
- 1643年 ロクロワの戦い
- 1644年 マーストン・ムーアの戦い
- 1645年 ネイズビーの戦い
- 1645年 ヤンカウの戦い
- 1656年 ワルシャワの戦い
- 1669年 シャクシャインの戦い
- 1676年 ルンドの戦い
- 1676年 フェールベリンの戦い
- 1683年 第二次ウィーン包囲
- 1687年 第二次モハーチの戦い

## 1701年 - 1800年
Category:18世紀の戦闘 を参照
- 1700年 ナルヴァの戦い
- 1701年 リガの戦い
- 1706年 フラウシュタットの戦い
- 1709年 ポルタヴァの戦い
- 1711年 プルート川の戦い
- 1710年 ヘルシングボリの戦い
- 1712年 ハンゲの海戦
- 1712年 ガーデブッシュの戦い
- 1741年 モルヴィッツの戦い
- 1746年 カロドン・ミュアの戦い
- 1757年 プラッシーの戦い、ロスバッハの戦い、ロイテンの戦い
- 1759年 エイブラハム平原の戦い、クネルスドルフの戦い
- 1761年 第三次パーニーパットの戦い
- 1764年 ブクサールの戦い
- 1775年 レキシントン・コンコードの戦い
- 1776年 ロングアイランドの戦い
- 1776年 ホワイトプレインズの戦い
- 1781年 ヨークタウンの戦い
- 1789年 クナシリ・メナシの戦い
- 1790年 フィンランド湾の海戦
- 1792年 ヴァルミーの戦い
- 1798年 ナイルの海戦
- 1800年 マレンゴの戦い

## 1801年 - 1900年
Category:19世紀の戦闘 を参照
- 1801年 コペンハーゲンの海戦
- 1805年 トラファルガーの海戦、アウステルリッツの戦い
- 1806年 イエナ・アウエルシュタットの戦い
- 1807年 アイラウの戦い、フリートラントの戦い
- 1809年 アスペルン・エスリンクの戦い、ヴァグラムの戦い
- 1812年 ボロジノの戦い
- 1813年 ドレスデンの戦い、ライプツィヒの戦い
- 1815年 リニーの戦い、ワーテルローの戦い
- 1821年 カラボボの戦い (1821年)（英語版）
- 1822年 ピチンチャの戦い
- 1827年 ナヴァリノの海戦
- 1836年 アラモの戦い
- 1836年 サンジャシントの戦い
- 1859年 マジェンタの戦い
- 1859年 ソルフェリーノの戦い
- 1861年 サムター要塞の戦い
- 1862年 アンティータムの戦い
- 1862年 ハンプトンローズ海戦
- 1862年 プエブラの会戦
- 1863年 チャンセラーズビルの戦い
- 1863年 ゲティスバーグの戦い
- 1866年 リッサ海戦
- 1870年 セダンの戦い
- 1876年 リトルビッグホーンの戦い
- 1880年 ギョクテペの戦い
- 1884年 ハルツーム包囲戦
- 1896年 アドワの戦い

## 1901年 - 2000年
Category:20世紀の戦闘 を参照

### 1901年 - 1913年
- 1904年 旅順攻囲戦
- 1905年 奉天会戦
- 1905年 日本海海戦（対馬沖海戦）

### 第一次世界大戦（1914年 - 1918年）
- 1914年 タンネンベルクの戦い
- 1914年 青島の戦い
- 1915年 ガリポリの戦い
- 1916年 ヴェルダンの戦い
- 1916年 ユトランド沖海戦
- 1916年 ロマニの戦い
- 1916年 ソンムの戦い
- 1914年-1918年 バルト海の戦い

### 1919年 - 1938年
- 1921年 イノニュ川の戦い
- 1937年 グアダラハラの戦い

### 第二次世界大戦（1939年 - 1945年）
- 1939年 ポーランド侵攻
- 1940年 ヴェーザー演習作戦
- 1940年 ナチス・ドイツのフランス侵攻
- 1940年 ダンケルクの戦い
- 1940年 バトル・オブ・ブリテン
- 1940年 ギリシャ・イタリア戦争
- 1940年 ユーゴスラビア侵攻
- 1941年 バルバロッサ作戦
- 1941年 真珠湾攻撃
- 1941年 マレー沖海戦
- 1941年 クレタ島の戦い
- 1941年 クルセーダー作戦
- 1941年 - 1943年 ハリコフ攻防戦
- 1941年 バルカン戦線 (第二次世界大戦)
- 1942年 モスクワの戦い
- 1942年 セヴァストポリ包囲戦
- 1942年 ブラウ作戦
- 1942年 スラバヤ沖海戦（ジャワ海海戦）
- 1942年 バタビア沖海戦（スンダ海峡海戦）
- 1942年 セイロン沖海戦（インド洋空襲）
- 1942年 珊瑚海海戦
- 1942年 ミッドウェー海戦
- 1942年 ヴィガラス作戦
- 1942年 スターリングラードの戦い
- 1942年 ガザラの戦い
- 1942年 エル・アラメインの戦い
- 1942年 ソロモン諸島の戦い
- 1942年 ガダルカナル島の戦い
- 1942年 マダガスカルの戦い
- 1942年 ニューギニアの戦い
- 1942年 トーチ作戦
- 1943年 ハスキー作戦
- 1943年 ビスマルク海海戦
- 1943年 クルスクの戦い
- 1943年 アヴァランチ作戦
- 1944年 ノルマンディー上陸作戦
- 1944年 ヴィレル・ボカージュの戦い
- 1944年 バグラチオン作戦
- 1944年 マーケット・ガーデン作戦
- 1944年 バルジの戦い
- 1944年 インパール作戦
- 1944年 大陸打通作戦
- 1944年 マリアナ沖海戦（フィリピン海海戦）
- 1944年 レイテ沖海戦
- 1945年 春の目覚め作戦
- 1945年 硫黄島の戦い
- 1945年 沖縄戦
- 1945年 ベルリンの戦い
- 1945年 樺太の戦い (1945年)
- 1945年 占守島(シュムシュ島)の戦い

### 1946年 - 2000年
- 1950年 粛川・順川の戦い
- 1954年 ディエンビエンフーの戦い
- 1963年 アプバクの戦い
- 1964年 ナム・ドンの戦い
- 1968年 テト攻勢
- 1991年 カフジの戦闘
- 1993年 モガディシュの戦い

## 2001年 -
Category:21世紀の戦闘 を参照
- 2004年 ファルージャの戦闘
- 2012年-2016年 アレッポの戦闘
- 2013年 ラハダトゥ対立 (2013年)
- 2022年 キーウ攻勢 (2022年)